# Distritos de Yonne

Distritos y cantones de Yonne

Hay tres distritos en el departamento Yonne.

## Distritos del departamentoYonne
| Código INSEE | Distrito | Chef-lieu | Población (2012) | Área (km²) | Densidad (hab./km²) | Cantones | Comunas |
| ------------ | -------- | --------- | ---------------- | ---------- | ------------------- | -------- | ------- |
| 891          | Auxerre  | Auxerre   | 180.603          | 3514,6     | 51,39               | 22       | 197     |
| 892          | Avallon  | Avallon   | 48.701           | 2209,2     | 22,04               | 10       | 149     |
| 893          | Sens     | Sens      | 112.598          | 1703,6     | 66,09               | 10       | 109     |
| Total        | Total    |           | 341.902          | 7427,4     | 46,03               | 42       | 455     |

## Historia
El departamento de Yonne ha tenido, desde su creación, los siguientes cambios en su división política:
- 1790 - Siete distritos: Auxerre, Sens, Joigny, Saint-Fargeau, Avallon, Tonnerre y Saint-Florentin; Auxerre fue seleccionada como prefectura del departamento.
- 1800 - Los siete distritos fueron cambiados en cinco arrondissements: Auxerre, Avallon, Joigny, Sens y Tonnerre.
- 1926 - Los arrondissements de Joigny y Tonnerre fueron eliminados.